# قلعه داو دختر
قلعه داو دختر مربوط به دوره ساسانیان - دوران‌های تاریخی پس از اسلام است و در شهرستان رامهرمز، روستای بغدک بر روی تپه واقع شده و این اثر در تاریخ ۱۰ مهر ۱۳۸۰ با شمارهٔ ثبت ۴۱۴۰ به‌عنوان یکی از آثار ملی ایران به ثبت رسیده است.